# Ramon Sinkeldam
Ramon Sinkeldam (Zaandam, 9 de fevereiro de 1989) é um ciclista profissional neerlandês que atualmente corre para a equipa World Tour Groupama-FDJ.
O seu maior triunfo até ao momento tem sido a Paris-Roubaix sub-23 conseguida em 2011. A sua especialidade são as carreiras de um dia.

## Palmarés
2011
- Paris-Roubaix sub-23

2012
- 2 etapas do Tour de Hainan

2014
- 1 etapa da World Ports Classic

2015
- Velothon Berlin
- 2º no Campeonato dos Países Baixos em Estrada
- Binche-Chimay-Binche

2017
- Campeonato dos Países Baixos em Estrada

2018
- Paris-Chauny[1]
- 3º no Campeonato dos Países Baixos em Estrada

## Resultados em Grandes Voltas e Campeonatos do Mundo
| Carreira           | 2007 | 2008 | 2009 | 2010 | 2011 | 2012 | 2013 | 2014 | 2015 | 2016 | 2017 | 2018 | 2019 |
| ------------------ | ---- | ---- | ---- | ---- | ---- | ---- | ---- | ---- | ---- | ---- | ---- | ---- | ---- |
| Giro d'Italia      | -    | -    | -    | -    | -    | -    | -    | -    | -    | -    | -    | -    | 133º |
| Tour de France     | -    | -    | -    | -    | -    | -    | -    | -    | Ab.  | 143º | 148º | 134º | -    |
| Volta a Espanha    | -    | -    | -    | -    | -    | -    | Ab.  | 136º | -    | -    | -    | -    | -    |
| Mundial em Estrada | -    | -    | -    | -    | -    | -    | -    | -    | -    | -    | -    | -    | -    |

-: não participa 

Ab.: abandono

## Equipas
- Rabobank Continental Team (2007[2]-2011)
- Argos/Giant (2012-2017)
  - Team Argos Shimano (2012-2013)
  - Team Giant-Shimano (2014)
  - Team Giant-Alpecin (2015-2016)
  - Team Sunweb (2017)
- FDJ (2018-)
  - FDJ (2018)
  - Groupama-FDJ (2018-)